# 雪梨茶
雪梨茶在一般涼茶舖都有賣，功效有潤燥止咳，清熱生津。如在家調製，可用鮮秋梨放砂鍋內煎煮，用冰糖去調味，放入冰箱做凍飲。